# Römerswil (Lucerna)
Römerswil és un municipi del cantó de Lucerna (Suïssa), situat al districte de Hochdorf.